# Африк Симон
Африк Симон (англ. Afric Simone; уродж. Henrique Simone; 10 жовтня 1939, Інямбане) — мозамбіцький співак і музикант. Увійшов до європейських музичних хіт-парадів зі своєю першою хіт-піснею «Ramaya» 1975 року, після неї, того ж року набула популярності ще одна відома пісня «Hafanana».
Африк був дуже популярним в обох частинах залізної завіси і гастролював Радянським Союзом, Польщею, Німецькою Демократичною Республікою і Чехословаччиною в Східному блоці.

## Дискографія

### Сингли
- 1974 — «Barracuda» / «Hûmbala», lado B (Ariola)
- 1975 — «Ramaya» / «Piranha» (Barclay, BRCNP 40066)
- 1976 — «Hafanana» / «Sahara» (Barclay, BRCNP 40072)
- 1976 — «Aloha-Wamayeh» / «Al Capone» (Hansa, 17 586 AT)
- 1977 — «Maria Madalena» / «Aloha» (Barclay)
- 1977 — «Playa Blanca» / «Que Pasa Mombasa» (Musart, MI 30387)
- 1978 — «Playa Blanca» / «Marabu» (Barclay)
- 1980 — «China Girl» / «Salomé» (Barclay)

### Альбоми
- 1974 — Mr. Barracuda (BASF, 2021932)
- 1975 — Ramaya (Barclay, 70024)
- 1976 — Aloha Playa Blanca (CNR)
- 1978 — Boogie Baby (RCA)
- 1978 — Jambo Jambo (Epic)
- 1981 — Marria Sexy Bomba de Paris (Epic)
- 1990 — Afro Lambada (Multisonic)

### CD
- 1989 — Best of Afric Simone (перевидання 2002 року з бонус-треками)